# Monóxido de torio
El monóxido de torio (óxido de torio (II)) es el óxido binario de torio que tiene la fórmula química ThO. El enlace covalente en esta molécula diatómica es polar. La electricidad efectiva entre los dos átomos se ha calculado en aproximadamente 80 gigavoltios por centímetro, uno de los mayores campos eléctricos efectivos internos conocidos.
La combustión simple de torio en presencia de aire produce dióxido de torio. Sin embargo, la ablación láser al torio en presencia de oxígeno da monóxido. Además, la exposición de una película delgada de torio al oxígeno a baja presión y a temperatura media forma una capa de monóxido de torio que crece rápidamente bajo un recubrimiento superficial más estable del dióxido.
A temperaturas extremadamente altas, el dióxido de torio puede convertirse en monóxido ya sea por una reacción de conmutación (alcanza el equilibrio de estados de oxidación con el torio metálico líquido) por encima de 1850 K (1580 °C) o por simple disociación (desprendimiento de oxígeno) por encima de 2500 K (2230 °C).
ThO2 + Th(l) <=> 2 ThO(s)
ThO2 -> ThO(s) + 1/2 O2